# Mignovillard
Mignovillard est une commune française située dans le département du Jura, la région culturelle et historique de Franche-Comté et la région administrative Bourgogne-Franche-Comté. 
Elle fait partie de la communauté de communes Champagnole Nozeroy Jura.
Le 1er janvier 2016, elle est créée sous le statut de commune nouvelle après la fusion de l'ancienne commune de Mignovillard et de Communailles-en-Montagne.
Ses habitants sont appelés les Mignovillageois et Mignovillageoises. Ils étaient surnommés les Glorieux, eu égard à la richesse de la commune en forêts.

## Géographie
Située à mi-chemin entre Pontarlier et Champagnole et d’une superficie de 54 km2 (après la fusion avec Communailes) dont une grande partie est boisée, Mignovillard est la troisième plus vaste commune du département du Jura. La commune est également l’un des plus importants propriétaires forestiers de la région avec près de 1 000 ha et a été, à ce titre, très touchée par la tempête de décembre 1999. L’exploitation du bois est, depuis plusieurs siècles, la principale richesse de la commune.
Cette caractéristique forestière est un identifiant fort pour la commune et ses habitants. Elle apporte une diversité des paysages, de la faune et de la flore (milieux naturels protégés, tourbières...). C’est, enfin, le support idéal pour la pratique du ski de fond l’hiver au Chalet de la Bourre, départ d’une dizaine de pistes (de 2 à 20 km) sur les hauteurs de la commune, mais aussi pour la pratique de la promenade et de la randonnée (pédestre, équestre, VTT) à travers les multiples chemins qui traversent la commune.
A Mignovillard, un peu au sud de la commune, se trouve la Combe Noire, un célèbre "trou à froid" du Jura, comme Mouthe la voisine. Ici la température s'écroule à des niveaux extrêmement bas, comme le 22 décembre 2021 avec -33,4 °C ou le 20 janvier 2023 avec -36,4 °C.

### Communes limitrophes
| Censeau    | Bief-du-Fourg         | Bonnevaux (Doubs)                                   |
| Mièges     | Mignovillard          | Vaux-et-Chantegrue (Doubs) Remoray-Boujeons (Doubs) |
| Longcochon | La Latette Cerniébaud | Rondefontaine (Doubs) Les Pontets (Doubs)           |

### Climat
Pour des articles plus généraux, voir Climat de la Bourgogne-Franche-Comté et Climat du département du Jura.
En 2010, le climat de la commune est de type climat de montagne, selon une étude du Centre national de la recherche scientifique s'appuyant sur une série de données couvrant la période 1971-2000. En 2020, Météo-France publie une typologie des climats de la France métropolitaine dans laquelle la commune est exposée à un climat de montagne ou de marges de montagne et est dans la région climatique  Jura, caractérisée par une forte pluviométrie en toutes saisons (1 000 à 1 500 mm/an), des hivers rigoureux et un ensoleillement médiocre. 
Pour la période 1971-2000, la température annuelle moyenne est de 7,2 °C, avec une amplitude thermique annuelle de 16,1 °C. Le cumul annuel moyen de précipitations est de 1 626 mm, avec 12,9 jours de précipitations en janvier et 10,8 jours en juillet. Pour la période 1991-2020, la température moyenne annuelle observée sur la station météorologique de Météo-France la plus proche, « Cerniébaud », sur la commune de Cerniébaud à 7 km à vol d'oiseau, est de 7,9 °C et le cumul annuel moyen de précipitations est de 1 786,6 mm. 
La température maximale relevée sur cette station est de 35 °C, atteinte le 25 juillet 2019 ; la température minimale est de −26,5 °C, atteinte le 12 janvier 1987,,. 
Les paramètres climatiques de la commune ont été estimés pour le milieu du siècle (2041-2070) selon différents scénarios d'émission de gaz à effet de serre à partir des nouvelles projections climatiques de référence DRIAS-2020. Ils sont consultables sur un site dédié publié par Météo-France en novembre 2022.

## Urbanisme

### Typologie
Au 1er janvier 2024, Mignovillard est catégorisée bourg rural, selon la nouvelle grille communale de densité à sept niveaux définie par l'Insee en 2022.
Elle est située hors unité urbaine et hors attraction des villes,.

## Histoire

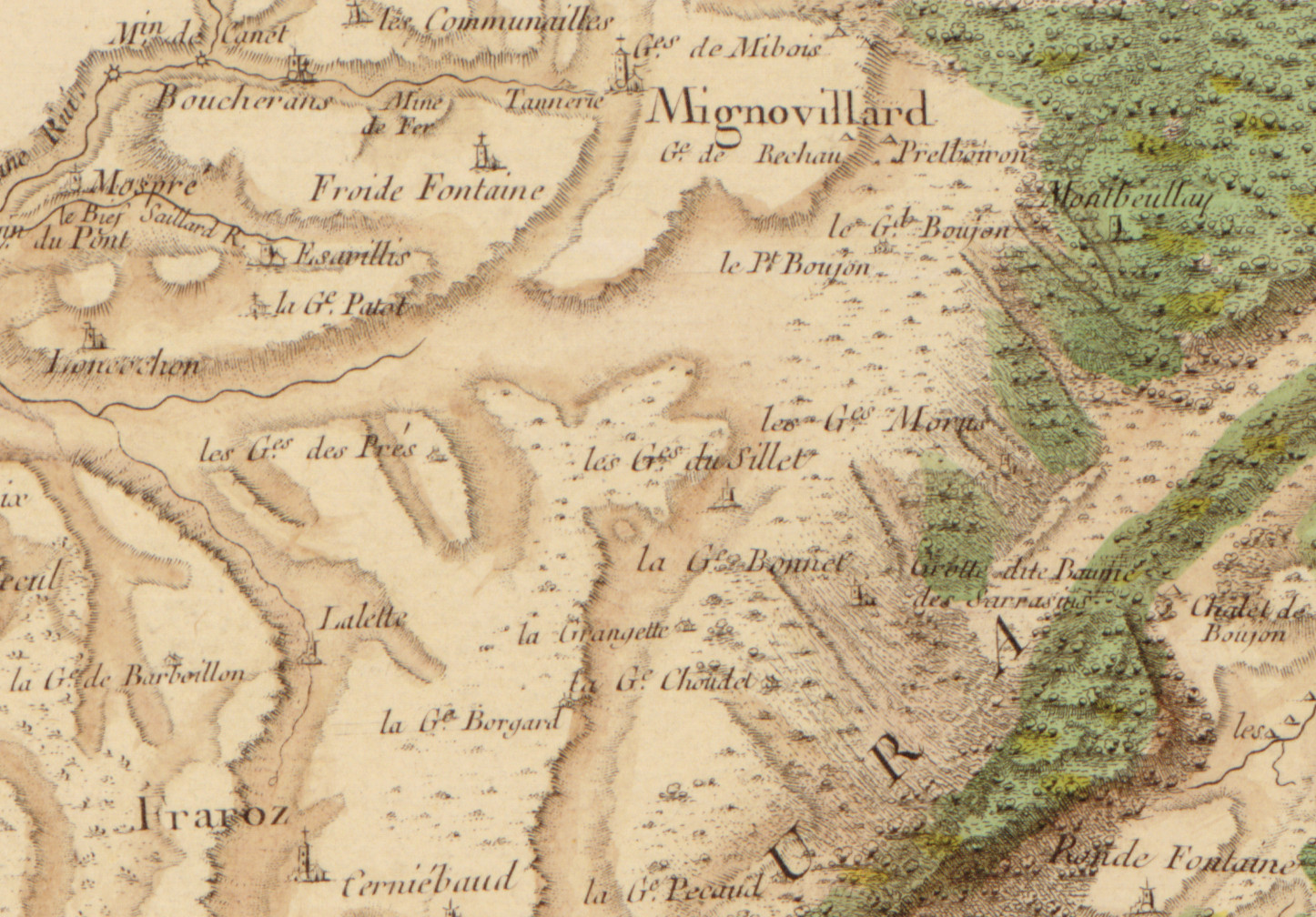
Carte de Cassini.

### Moyen Âge
La première mention de Mignovillard date du XIIIe siècle. À l’époque, le village dépendait de la seigneurie de Nozeroy.

### Temps modernes
Mignovillard a été incendié par l’armée de Saxe-Weimar en 1639 lors de la Guerre de Dix ans.
Par l'intervention de Jean-François-Xavier Girod (1735-1783), médecin de Louis XVI et natif de Mignovillard, la comtesse de Lauragais (Pauline Louise de Brancas de Villars ?) a fait une importante dotation de 700 hectares de forêt par un acte du 23 septembre 1773. Cette donation privait les habitants des communes du canton de Nozeroy de certains droits sur les forêts remises en toute propriété aux habitants de Mignovillard, et ils manifestèrent leur mécontentement et leur jalousie en engageant plusieurs procès rendus tous à l'avantage exclusif des habitants de Mignovillard qui en tirèrent gloire et profit. Depuis lors, les habitants de Mignovillard ont été surnommés les Glorieux.

### Époque contemporaine
En 1803, un incendie a également détruit les deux-tiers du village de Magnovillard.
En 1813, Communailles absorbe Boucherans.
En 1837, Pierre Melet a découvert sur le bord du chemin conduisant à Mouthe, un trésor qui se composait de monnaies d’or, d’argent et de billon, aux types de Charles Quint, d’Emmanuel Philibert, comte de Savoie, de Philippe II, roi d’Espagne, d’Henri II, de Louis XIII et Louis XIV, rois de France et d’une petite pièce de Constantin le Grand, empereur romain.
Magnovillard, Petit-Villard et Communailles étaient desservis de 1927 jusqu'au début de la Seconde Guerre mondiale par la ligne électrifiée de Sirod à Boujailles des Chemins de fer vicinaux du Jura.
À la faveur du mouvement de regroupement de communes lancé dans les années 1960-1970, Mignovillard a fusionné avec Petit-Villard en 1966 (la commune s'appelait alors Mignovillard-Petit-Villard) puis avec Froidefontaine et Essavilly en 19732.
Mignovillard (ancienne commune) et Communailles-en-Montagne forment ensemble la commune nouvelle de Mignovillard, au 1er janvier 2016. Cette création initiée par les conseils municipaux a été approuvée par la population des deux communes lors d'une consultation le 11 octobre 2015, et officialisée par un arrêté préfectoral du 30 novembre 2015.
Le 9 janvier 2019, en matinée, un avion militaire Dassault Mirage 2000-D de la base aérienne 133 de Nancy-Ochey s'est écrasé sur les hauteurs de la commune faisant deux morts, le capitaine Baptiste Chirié et le lieutenant Audrey Michelon.

## Politique et administration
| Nom                                     | Code Insee | Intercommunalité         | Superficie (km2) | Population (dernière pop. légale) | Densité (hab./km2) |
| --------------------------------------- | ---------- | ------------------------ | ---------------- | --------------------------------- | ------------------ |
| Mignovillard (ancienne commune) (siège) | 39331      | CC du Plateau de Nozeroy | 49,81            | 743 (2013)                        | 15                 |
| Communailles-en-Montagne                | 39161      | CC du Plateau de Nozeroy | 4,01             | 48 (2013)                         | 12                 |

### Liste des maires
| Période      | Période                      | Identité         | Étiquette | Qualité |
| ------------ | ---------------------------- | ---------------- | --------- | ------- |
| janvier 2016 | En cours (au 4 janvier 2016) | Florent Serrette | SE        |         |

Jusqu'aux prochaines élections municipales de 2020, le conseil municipal de la nouvelle commune est constitué de tous les conseillers municipaux issus des conseils des anciennes communes.

### Jumelages
Walheim (France) depuis 1991

## Démographie
L'évolution du nombre d'habitants est connue à travers les recensements de la population effectués dans la commune depuis sa création.

En 2022, la commune comptait 882 habitants, en évolution de +9,7 % par rapport à 2016 (Jura : −0,81 %, France hors Mayotte : +2,11 %).
| 2014 | 2015 | 2016 | 2021 | 2022 |
| ---- | ---- | ---- | ---- | ---- |
| 797  | 800  | 804  | 864  | 882  |

## Économie
La nouvelle scierie Chauvin, implantée sur un terrain de 20 ha après avoir été pendant plusieurs décennies au cœur du village, témoigne du fort attachement à la forêt.
Mignovillard est une commune rurale où l’activité agricole reste encore bien présente, avec une vingtaine d’exploitations agricoles de vaches laitières essentiellement. On remarquera aussi les deux coopératives fromagères, qui produisent en particulier du Comté AOC ou encore du Morbier. Ces activités agricoles sont essentielles car elles concourent aussi à l’entretien et la préservation du patrimoine naturel.
À côté de la forêt et de l’agriculture, Mignovillard est également un bourg actif et structurant au niveau du bassin de vie. S'y trouvent, entre autres, nombre de commerces et de services à la population : épicerie, boulangerie, coiffeur, fromageries, garage, agence postale communale, artisans, entreprises diverses, médecin, accueil périscolaire, école, associations, équipements sportifs et de loisirs, nombreuses animations...

## Culture locale et patrimoine

### Lieux et monuments

#### Église Saint-Michel[18]
Au début, Mignovillard et ses annexes dépendaient, du point de vue religieux, de l’église de Mièges. Les prieurs et moines étaient envoyés par l’abbé de Saint-Claude ou de Cluny. En 1300, Hugues, archevêque de Besançon, avait autorisé l’érection d’une chapelle à Mignovillard, mais sans dispenser les habitants de se rendre à Mièges pour leurs devoirs religieux.
En 1304, Honoré et Nicolas du Sapial (ou du Capital), au nom des communautés de Mignovillard, Froidefontaine, Boucherans, Communailles-en-Montagne, Bief-du-Fourg, Fontaine Demanges (aujourd’hui Fourg-Demanche), Mibois, etc. exposent à l’autorité qu’ils étaient si éloignés de Mièges qu’en hiver, ils ne peuvent sans grande difficulté et sans grave danger se réunir à Mièges pour les divins offices, ou s’y rendre en temps voulu. Les suppliants prièrent donc leurs supérieurs d’y apporter remède et les pouvoirs d’un chapelain qui leur administre les sacrements dans la chapelle déjà construite à Mignovillard.
La requête était trop bien fondée en raison pour n’être pas octroyée. L’autorité épiscopale se contente de réserver les droits du Recteur de Mièges, elle fixait d’autre part les honoraires du Chapelain qui ne pouvait être frustré de son salaire.
Chaque habitant cultivant avec un ou deux bœufs donnait douze deniers ou une mesure (appelée guba) du meilleur froment qu’il aura récolté.
M. grillon parait avoir le premier joui de ce bénéfice, en qualité de vicaire de Mignovillard.
Les habitants demandèrent ensuite un cimetière à Mignovillard même, jusqu’alors, en effet, tous les défunts de la paroisse recevaient la sépulture dans l’église de Mièges ou dans le cimetière adjacent. Cette demande reçut également bon accueil et dès 1448, les défunts furent ensépulturés auprès de leur église de Saint-Michel. Les familiers assistaient aux obsèques et aux anniversaires qui se célébraient dans la chapelle vicariale.
Les habitants avaient à cœur l’entretien de leur église, qui devenait trop petite pour la population. Des réparations importantes en firent un édifice convenable, si bien que le 4 mai 1488, Monseigneur Henri Potin de Besançon, en fit la consécration solennelle, le lendemain de l’église de Nozeroy. Saint Michel en fût toujours titulaire.

### Réserve naturelle régionale de la seigne des Barbouillons

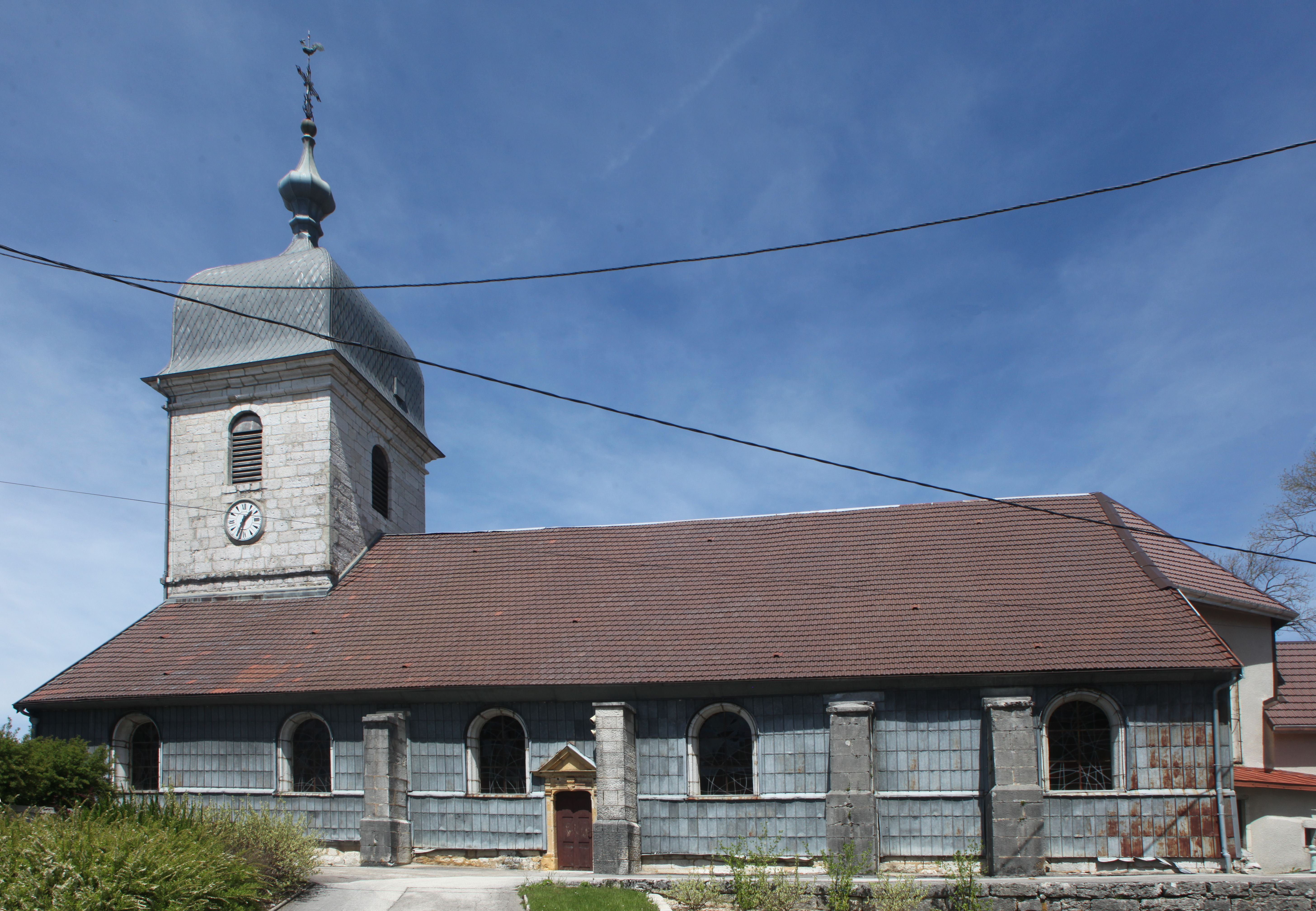
Église Saint-Michel.
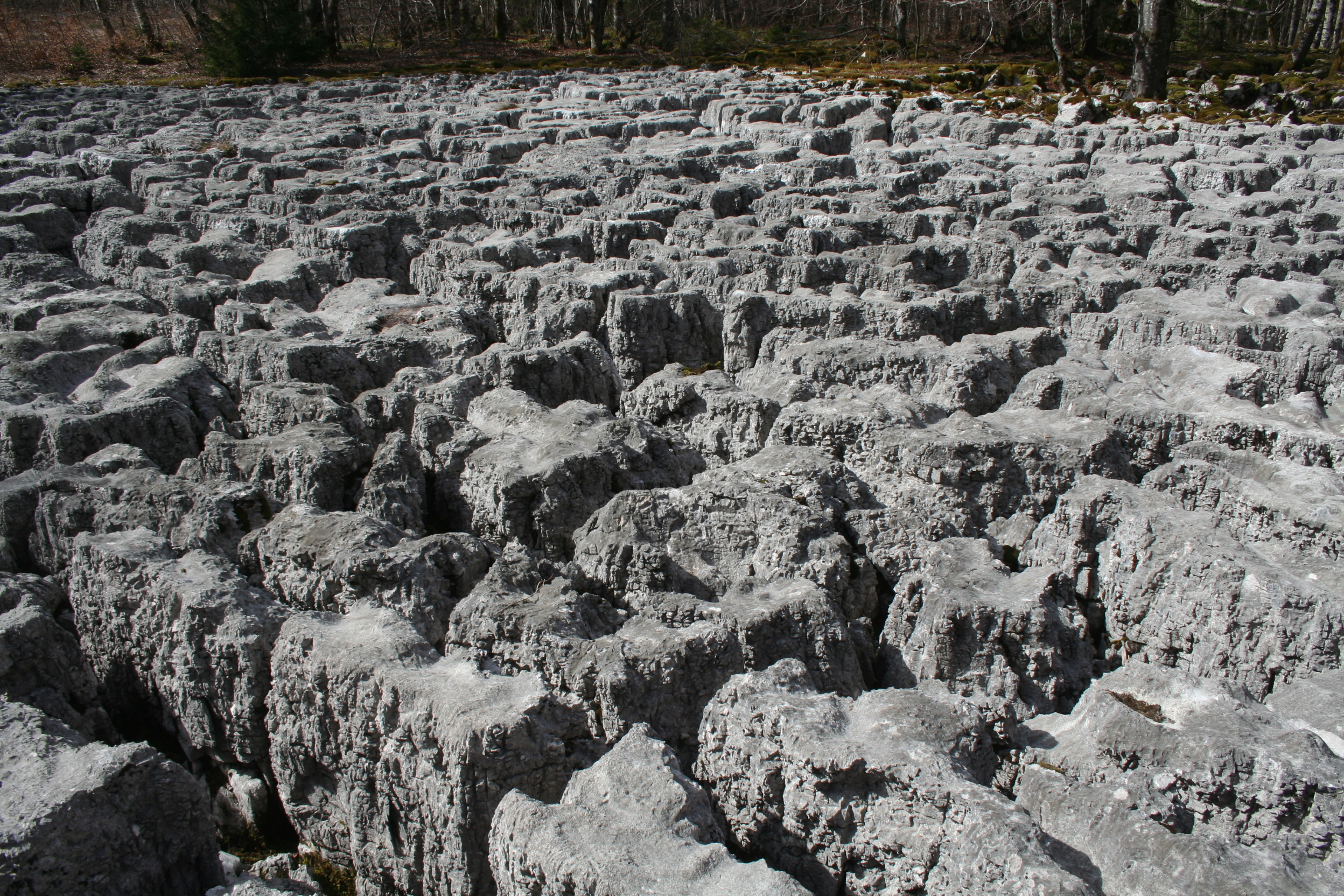
Lapiaz du Sillet.
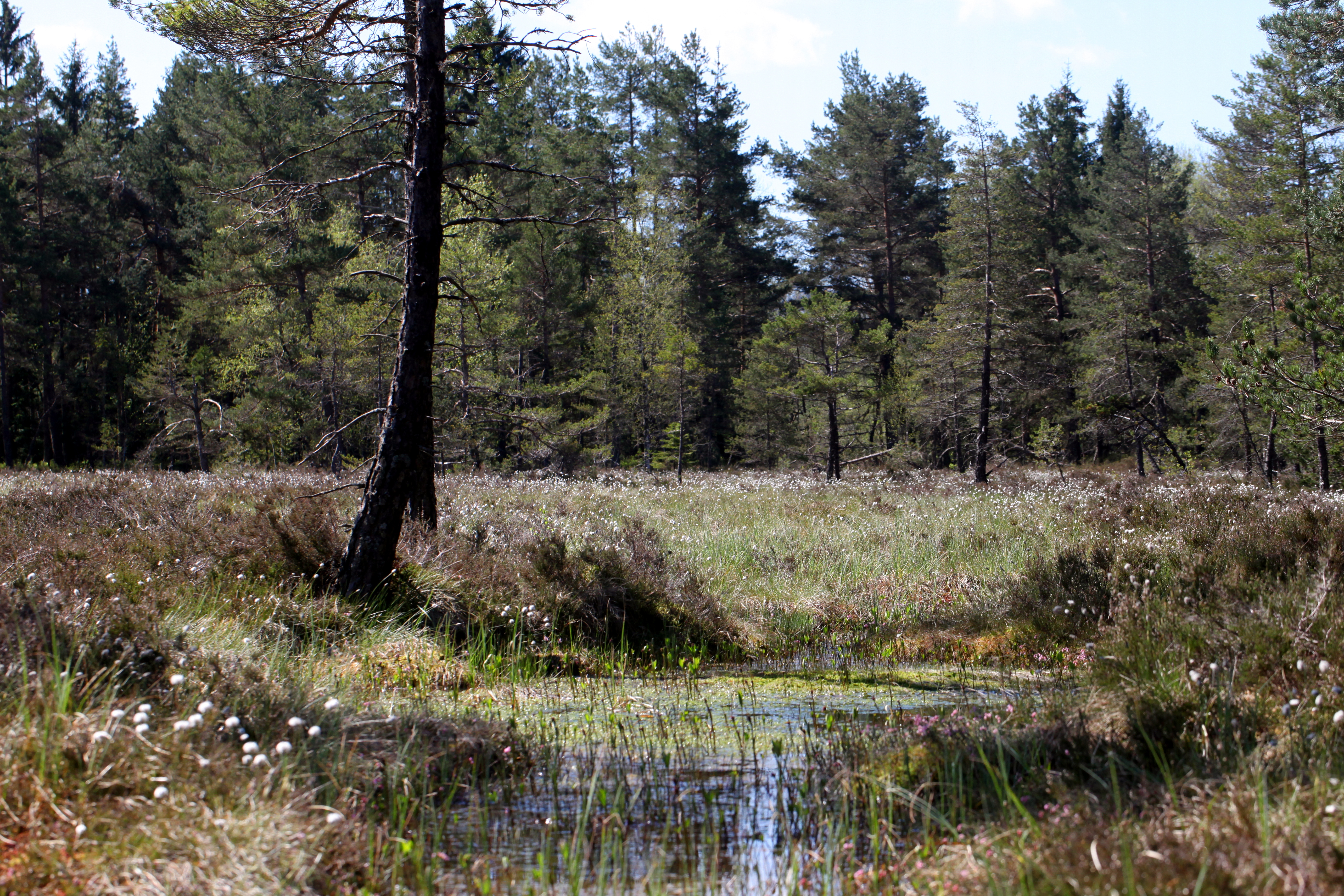
Seigne des Barbouillons.
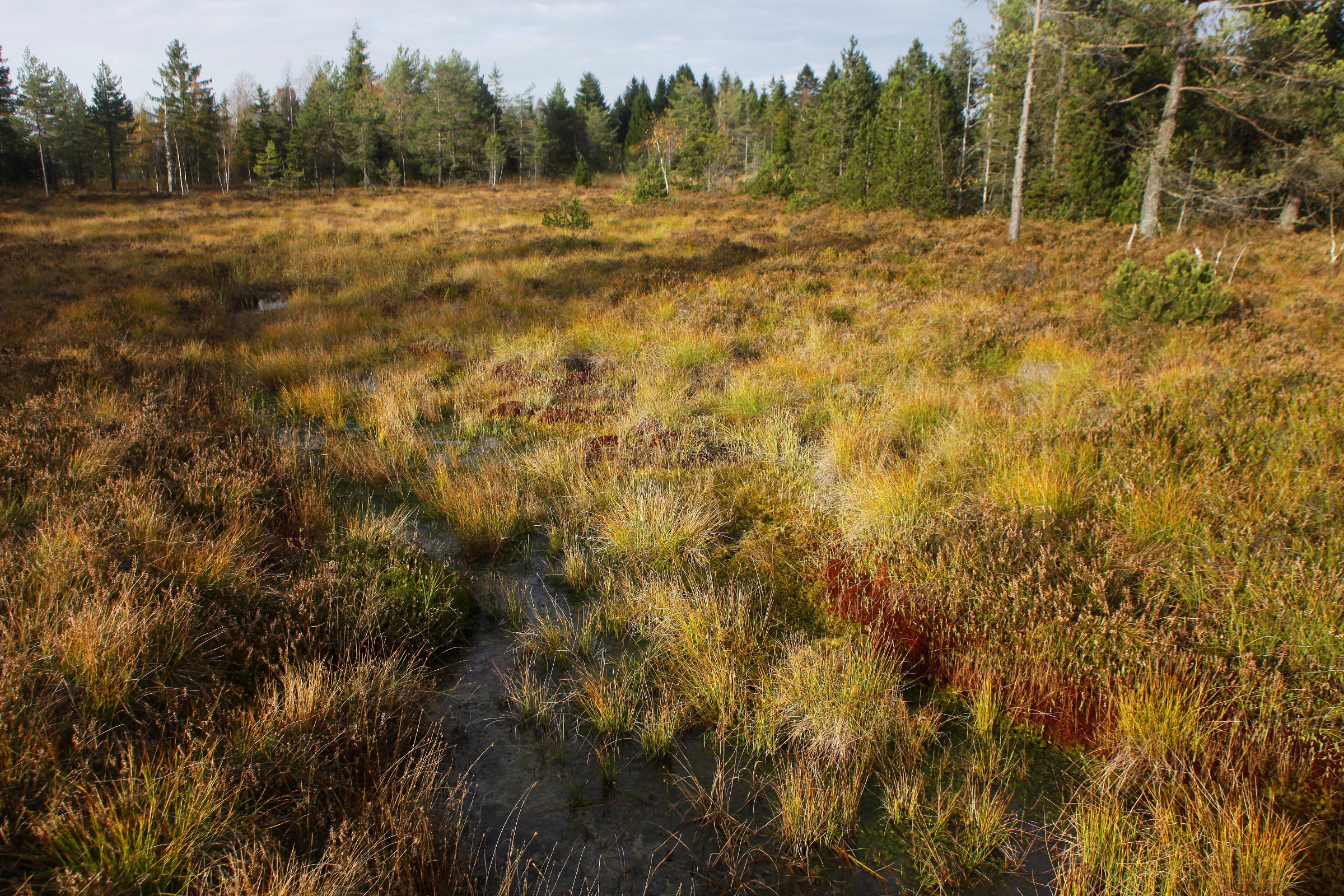
Seigne des Barbouillons.

### Personnalités liées à la commune
- Jean-François-Xavier Girod, médecin de Louis XVI, dont la maison natale est située au centre de Magnovillard. Dans le registre paroissial de 1735, on trouve sa naissance avec comme mention en marge : « introducteur de la vaccine en Franche-Comté, médecin de Louis XVI »[19].
- Franck Putelat (1969-), chef cuisinier étoilé, meilleur ouvrier de France, passa son enfance dans la commune où sa famille était fromagers.

### Héraldique
| Blason de Mignovillard | Blason  | D’or à une potence de sinople à dextre, à laquelle est appendu un chaudron de tenné surchargé d’un bourg d’argent, à deux sapins de sinople mouvant du flanc senestre et brochant l’un sur l’autre. |
| Blason de Mignovillard | Détails | Le statut officiel du blason reste à déterminer. |